# مارك وين كلارك
مارك وين كلارك (بالإنجليزية: Mark Wayne Clark) (1 مايو 1896- 17 أبريل 1984) قائد أمريكي من الحرب العالمية الثانية.

## سيرته العسكرية
- في أكتوبر 1942 وصل إلى الجزائر ( وكانت تحت حكم حكومة فيشي) سرأ بغرض التنسيق مع قادة المقاومة الفرنسية هناك تمهيداً لما عرف باسم عملية الشعلة وهي عملية الإنزال التي قام بها الحلفاء في شمال أفريقيا في نوفمبر 1942، وعمل لفترة نائباً لدوايت أيزنهاور القائد الأعلى لتلك العملية.
- في يناير 1943 عُيّن قائداً للجيش الأمريكي الخامس، وهو الجيش الذي الذي سيُكلف بمحاربة القوات الألمانية في شبه الجزيرة الإيطالية في خريف ذلك العام، وقد عانى هذا الجيش كثيراً في معركة مونتي كاسينو من القوات الألمانية.
- في 4 يونيو 1944 دخل الجيش الخامس روما فيما انسحبت القوات الألمانية إلى الشمال، وقد انتقد كلارك كثيراً لأنه ركز على احتلال روما مما أعطى الفرصة للقوات الألمانية للنجاة.
- في ديسمبر 1944 عُين كلارك قائداً لمجموعة الجيوش الخامسة عشر في إيطاليا خلفاً للسير هارولد ألكسندر، وفي أبريل 1945 شن هجوماً على القوات الألمانية في شمال إيطاليا، مما أدى لاستسلامها في نهاية الشهر.
- في أبريل 1952، أثناء حرب كورية، عُيّن كلارك قائداً لقوات الأمم المتحدة في كوريا.
- توفي كلارك في شارليستون Charleston في ساوث كارولينا- الولايات المتحدة عام 1984.

## روابط خارجية
- مارك وين كلارك على موقع IMDb (الإنجليزية)
- مارك وين كلارك على موقع الموسوعة البريطانية (الإنجليزية)
- مارك وين كلارك على موقع مونزينجر (الألمانية)
- مارك وين كلارك على موقع إن إن دي بي (الإنجليزية)
- مارك وين كلارك على موقع ديسكوغز (الإنجليزية)
- مارك وين كلارك على موقع قاعدة بيانات الفيلم (الإنجليزية)